# Tsugumomo
Tsugumomo (つぐもも?) es una serie de manga escrita e ilustrada por Yoshikazu Hamada. La historia gira en torno a Kazuya Kagami, un joven estudiante que dedica parte de su tiempo como exorcista junto a Kiriha, un tsukumogami que vive en un obi.
La obra es serializada por la editorial Futabasha en la revista webcomic «Comic Seed!»; más tarde, la serie es trasladada a «WEB Comic High!» y posteriormente movida a la revista Gekkan Action en mayo de 2013. Desde entonces, el manga cuenta con la publicación de 34 volúmenes en formato tankōbon.
La historia fue adaptada a serie de anime en 2017, producida por Zero-G y cuyos 12 episodios fueron presentados por Animax y Tokyo MX. Una segunda temporada del anime bajo el título de Tsugu Tsugumomo fue estrenada por AT-X y Tokyo MX entre abril y junio de 2020.

## Argumento
Kazuya Kagami es un estudiante ordinario de secundaria que vive en el distrito de Kamioka. El joven tiene una tela de obi con estampado y olor a flor de cerezo, una posesión cuya propiedad era de su fallecida madre, pero Kazuya no puede recordarla por alguna razón desconocida. Un día, mientras el joven contempla el obi, una peluca poseída por un espíritu aparece de repente y ataca al chico, pero el obi reacciona por su cuenta, generando varias copias de tela que salvan a Kazuya al mismo tiempo que surge una joven vestida con un kimono. La chica aparentemente conoce a Kazuya desde antes, pero este último afirma no saber nada de ella. Luego de deshacerse del espíritu de la peluca, la joven reaparece en la casa de Kazuya y se presenta a sí misma como Kiriha, tsukumogami del obi. Al día siguiente, otro evento sobrenatural se desata en la biblioteca de la escuela secundaria donde Kazuya y su compañera Chisato Chikaishi estaban estudiando. Kiriha llega al lugar y menciona que tanto el espíritu de la peluca como el que controla los libros del lugar son tsukumogami del tipo amasogi, mientras que ella es del tipo tsugumomo. Durante el enfrentamiento se descubre que el amasogi de la biblioteca fue producto del deseo de Chisato que anhelaba volver estudiar con Kazuya en casa, pero este último inicialmente se había negado hacerlo hasta que cambia de parecer por sugerencia de Kiriha como método para hacer desaparecer al amasogi. Por otro lado, la deidad local de elemento agua Kukuri, quiere ver a Kazuya en su aposento sagrado, el Santuario Hakusan (白山神社 Hakusan Jinja?), y ordena ir en su búsqueda a la asistente Kokuyō. Reunidos en el sitio, Kukuri explica que el creciente número de sucesos extraños en el entorno de Kazuya se debe a que él atrae la maldición y para contrarrestar sus efectos siendo erradicadas por su propia fuente, la diosa del agua decide que Kazuya asuma la tarea de exorcizar las aberraciones, pero Kiriha se opone y se produce un combate entre ambas. Con la derrota de Kiriha, Kazuya acepta ser un exorcista. Desde entonces, Kazuya y Kiriha se dedican a detener fenómenos paranormales, a la vez que se va revelando detalles del pasado de ambos.

## Aspectos de la obra
La serie tiene lugar en un universo de ficción en el que los personajes humanos son residentes de un Japón moderno donde las costumbres del folclore están presentes y las criaturas de la mitología japonesa existen. En concreto, los humanos que poseen objetos con mucha antigüedad, han adquirido un espíritu conocido como tsukumogami (付喪神?). Los tsukumogami, además de ser serviciales a su portador, están preparados para entablar combates que requieren muchas técnicas basadas en el artículo donde residen. Una de sus técnicas más básicas es la copia de cuerpo (写し身?), que consiste en usar la energía espiritual (霊力?) para crear un duplicado artificial del objeto y controlarlo a voluntad, pero el número de réplicas a usar depende de la cantidad disponible de poder espiritual. Otra de las habilidades de un tsukumogami es la posesión (つくもつき Tsukumotsuki?), que sirve para apoderarse del cuerpo de su portador humano. Se le considera como una «espada de doble filo» porque otorga un poder sobrehumano pero que pronto provoca la autodestrucción para el propietario si no se puede controlar. Asimismo, si un tsukumogami decide matar a un humano controlado durante la posesión para absorber la fuerza vital y conseguir un gran poder, estos reciben el nombre de devorador de personas (人食い Hitogui?); son capaces de sobrevivir sin un dueño, pero no podrán volver a ser propiedad de otro humano y su sentido de sí mismo se pierde gradualmente. La posesión tiene un estado de nivel avanzado conocido como ascensión (神憑り Kamigakari?) y se consigue cuando el tsukumogami y el propietario poseen un alto nivel de habilidad y un fuerte vínculo entre ambos; sin embargo, sus secuelas son la inutilización de los poderes del tsukumogami y un cansancio extremo para el propietario que le impide moverse —aunque estando consciente— por al menos, un día completo. Los amos de un tsukumogami también pueden realizar una habilidad similar llamada dominación (人憑 Hitotsuki?), pudiendo controlar el recipiente del tsukumogami y sus poderes, pero sus efectos secundarios implican un intenso agotamiento para el tsukumogami. Los tsukumogami se dividen en dos categorías ficticias; Tsugumomo (つぐもも?) y amasogi (あまそぎ?). En ambos casos, se crea una conexión entre estos seres y su respectivo propietario.
Los tsugumomo son espíritus con conciencia propia que residen en herramientas que han envejecido con el paso de los años y que se heredaron de persona a persona. Estos seres tienen la facultad de transformarse adoptando una forma humana; sin embargo, para mantener sus podres y la figura humana, el propietario del tsugumomo debe suministrar energía espiritual. Cuando un portador pierde sus recuerdos del tsugumomo o directamente no existe un dueño, eventualmente el tsugumomo perderá sus poderes y volverá a ser un simple instrumento inerte. Incluso cuando existe un portador, si se usa demasiada energía espiritual, el tsugumomo volverá a su forma original o solo podrá mantener su apariencia humana más joven de la habitual y, por consiguiente, sus poderes se debilitan. Un método para restaurar y fortalecer el poder es por medio de la relación espiritual (霊接交 れいこうせつ?, Rei Kōsetsu); un acto que consiste en la interacción entre un tsugumomo en su forma humana y su propietario, o también entre humanos, mientras están desnudos. Es posible experimentar las habilidades y sensaciones de manejar el cuerpo de un tsugumomo cuando el portador está dispuesto a entregarse al proceso, pero esto se logra cuando se establece la confianza mutua. La técnica solo funciona cuando los integrantes son de sexos opuestos debido a que utiliza la energía yang y yin que se encuentra en hombres y mujeres, respectivamente; aunque esto no implica una relación sexual real, sí requiere que ambas partes sientan placer y contacto físico.
Por otro lado, los amasogi (あまそぎ?) son espíritus que súbitamente se posesionan en un objeto por el anhelo de su propietario y cuyo propósito de vivir se limita a tratar de cumplir ese deseo. Carecen de conciencia propia y un cuerpo con forma humana. El amasogi solo desaparece una vez completado su objetivo o ser destruido por el propietario luego de reconocer su responsabilidad. En el caso de ser exterminado por alguien ajeno, puede generarse para el propietario una situación en contra llamada retorno de maldición (すそがえし Susogaeshi?); posteriores efectos adversos cuyo daño ocasionado es equivalente al deseo del humano y proporcional al poder de la maldición (すそ Suso?) que adquirió el amasogi.
La maldición es la esencia anormal y omnipresente como el aire que por lo general es débil, pero en exceso, deforma y distorsiona la realidad tangible. Vagamente es descrito como «restos del sustrato de la creación». Una mayor acumulación de la maldición junto con el fuerte deseo de un individuo suele resultar en el nacimiento de un amasogi. Durante el proceso de alcanzar su meta, un amasogi es causante de eventos paranormales y caóticos conocidos como aberraciones (怪異 Kaii?). Además de eso, otra fuente de concentración de la maldición suele ser un niño tabú (忌み子 Imiko?); humano que, debido a circunstancias especiales en su nacimiento, intrínsecamente atrae hacia este la maldición. Para evitar los estragos, existe un rango especial de deidad conocido como dios terrenal (土地神 Tochigami?) que tiene el deber de purificar y supervisar la actividad de la maldición en un área específica. Por lo general, las áreas que administran están densamente pobladas y con concentraciones más altas de maldición. Dado lo imposible de controlar completamente la maldición, es inevitable que ocurran aberraciones y para neutralizarlas, el dios local designa como exorcista (すそはらい Susoharai?) a un humano aspirante luego de superar una prueba de habilidad. La deidad ayuda al exorcista en purificar la maldición y proporcionarle cualquier información que sepa, pero no se le permite luchar contra la aberración a menos que sea una amenaza extremadamente peligrosa que puede provocar un daño colateral masivo.
Aunque en la serie se define que los tsukumogami son herramientas al servicio de los humanos, Kazuya los considera como amigos y con los que se puede coexistir; esta idea se refuerza con la aparición de personajes como Ouhi Oriobana, una híbrida de un padre humano y una madre tsukumogami. También existen aquellos contrarios a la idea como Mayoiga, una dimensión albergada de varios tsukumogami que recibieron un trato cruel de los humanos que fueron sus dueños y buscaron la forma de vivir libremente.

## Personajes
Kazuya Kagami (加賀見 一也 Kagami Kazuya?)
 Seiyū: Yūko Sanpei
Es el protagonista de Tsugumomo. Es un estudiante de escuela secundaria, pero que por insistencia de la diosa terrenal Kukuri, acepta su designación como exorcista de aberraciones. Tiene un pasado oscuro que se esconde con un sello que se deshace lentamente a lo largo de la serie. Es valiente y está dispuesto a cumplir su misión como exorcista de Kamioka, además de priorizar la seguridad de los demás por encima de todo, aunque se ha lamentado por su condición de niño tabú, sintiéndose responsable de los amasogi que nacen a su alrededor y con angustia al ver a alguien sufrir un severo retorno de maldición.
Kiriha (桐葉?)
 Seiyū: Naomi Ōzora
Tsukumogami del tipo tsugumomo que reside en un obi blanco estampado con flores de cerezo que Kazuya lleva consigo y que puede transformarse adoptando una figura humana adolescente de sexo femenino. Es básicamente presumida, desvergonzada, mandona, posesiva y perezosa. También tiene un lado lascivo en el que disfruta estar con Kazuya cuando están solos y desnudos. Como tsugumomo que lucha junto a su dueño, Kiriha proporciona asesoramiento y apoyo a su usuario, incluso en una situación difícil, e insiste en hacer de la victoria el objetivo primordial sin estar preocupada por su propia seguridad.
Kukuri (くくり?)
 Seiyū: Yurika Kubo
Kukuri-Hime-no-Kami (菊理媛大神 Kukurihime ōgami?), o simplemente Kukuri, es la deidad protectora de Kamioka y se especializa en el uso de hechizos y ataques de agua. En su forma adulta es muy poderosa hasta el punto de vencer a Kiriha, aunque siempre usando una máscara de Akujo que aumenta su fuerza. En su forma chibi, es demasiado débil y frecuentemente es molestada por Kiriha. Ella y su sirvienta Kokuyo solían vivir en el Santuario Hakusan, pero después de sufrir dificultades financieras, se fueron a un parque público y posteriormente acogidas en la casa de Kazuya.
Kokuyō (黒耀?)
 Seiyū: Eriko Matsui
Es el espíritu de un cuervo que adopta la apariencia de una mujer voluptuosa y que atiende a Kukuri como asistente. Ante la falta de dinero y posterior destrucción del Santuario Hakusan, trabaja a medio tiempo en diferentes oficios.
Kazumi Kagami (加賀見 霞 Kagami Kazumi?)
 Seiyū: Ayana Taketatsu
Es la hermana mayor de Kazuya. Es estudiante de preparatoria y suele estar a cargo de las tareas del hogar. Aunque no lo muestra con frecuencia, tiene un «complejo de hermano» y empecinamiento romántico hacia Kazuya.
Chisato Chikaishi (近石 千里 Chikaishi Chisato?)
 Seiyū: Noriko Shibasaki
Amiga de la infancia y compañera de clase de Kazuya. Está enamorada de él sin que este lo sepa. Es la delegada de su salón de clase y una estudiante de honor con un fuerte pero exagerado sentido de la responsabilidad académica y el buen comportamiento. Sin saberlo y por su deseo de estudiar con Kazuya en casa, dio origen a un amasogi que les impedía salir de una biblioteca donde ambos estaban estudiando.
Shirō Shiramine (白峰 四郎 Shiramine Shirō?)
 Seiyū: Sachi Kokuryū
Compañero de clase de Kazuya. Tiene un comportamiento libidinoso que ocasionalmente se presta a un gag en el que es reprendido por Chisato. Es conocido por declarársele a muchas chicas, pero todas lo rechazaron. Creó un amasogi en base a un perfume que compró con el deseo de atraer a las chicas, pero generó una envidia anormal en sus compañeros que querían arrebatarselo. Dado que Kazuya destruyó el amasogi, el retorno de maldición para Shiro fue tener un mal olor durante una semana.
Osamu Osanai (小山内 治 Osanai Osamu?)
 Seiyū: Shiho Sasaki
Compañero de clase de Kazuya. Tiene un fuerte sentido del arte y la costumbre de llevar un cuaderno para hacer dibujos de la situación. Es muy tranquilo y calmado, incluso cuando ve una aberración apenas se mueve. Es el único personaje del grupo de Kazuya que no ha creado un amasogi.
Sunao Sumeragi (皇 すなお Sumeragi Sunao?)
 Seiyū: Yō Taichi
Es la exorcista del distrito de Komiya. Hija de una familia estricta que dirige el Dōjō Sumeragi, una escuela de kendo que imparte el estilo Sumeragi que se autodenomina como «invencible». Desafía a Kazuya a un duelo para ser exorcista de Kamioka pero es derrotada y como consecuencia no puede heredar la escuela de esgrima a menos que contraiga matrimonio o asesine a la persona que no pudo vencer. Tiene un tsugumomo llamado Kotetsu.
Kotetsu (虎鉄?)
 Seiyū: Rumi Ōkubo
Tsugumomo que reside en una katana y que puede transformarse tomando una forma humana de sexo masculino. Su propietario original era Suou Sumeragi, hermano mayor de Sunao, pero fue asesinado por una aberración mucho más poderosa. Sunao, que quería venganza a toda costa, decide tomar a Kotetsu como su tsugumomo para exterminar al amasogi usando la misma arma con la que su hermano no pudo hacerlo.

## Producción
Siendo el primer manga serializado en su carrera, Hamada pensaba que todo lo hecho en los capítulos compilados en el primer volumen iba a salir mal debido a que esperaba un mayor avance de la historia, pero solo terminó la mitad de lo planeado y se atrasaba con las fechas de entrega. Las ilustraciones desde el primer capítulo fueron realizadas en una tablet y usando el programa Manga Studio; según el autor, esto redujo el tiempo de producción e incrementaba el detalle, pero al ser un manga en digital y revisar los dibujos únicamente por monitor, Hamada no estaba seguro de cómo se vería impreso en papel hasta ver el primer volumen y notar que las líneas estaban considerablemente gruesas, optando por el cambio a líneas más delgadas desde entonces.

## Contenido de la obra

### Manga
El manga de Tsugumomo se publica desde diciembre de 2007 por la editorial japonesa Futabasha, pasando por tres de sus revistas. Inicialmente se difundía mensualmente en la revista de webcomic «Comic Seed!», pero la serie fue trasladada a su sucesora «WEB Comic High!» en agosto de 2008 tras la edición final de «Comic Seed!» en junio. La serialización por «WEB Comic High!» duró hasta marzo de 2013, siendo nuevamente transferida a la revista mensual Gekkan Action, y en ella continúa actualmente desde su primera edición publicada el 25 de mayo de ese año. A febrero de 2025, Futabasha ha compilado 173 capítulos en 34 volúmenes en el formato tankōbon.
| Volumen | Japón                    | Japón                  |
| Volumen | Fecha de publicación     | ISBN                   |
| ------- | ------------------------ | ---------------------- |
| 1       | 28 de junio de 2008      | ISBN 978-4-575-83509-0 |
| 2       | 11 de abril de 2009      | ISBN 978-4-575-83609-7 |
| 3       | 10 de octubre de 2009    | ISBN 978-4-575-83682-0 |
| 4       | 12 de mayo de 2010       | ISBN 978-4-575-83768-1 |
| 5       | 12 de noviembre de 2010  | ISBN 978-4-575-83837-4 |
| 6       | 12 de julio de 2011      | ISBN 978-4-575-83926-5 |
| 7       | 12 de enero de 2012      | ISBN 978-4-575-84018-6 |
| 8       | 12 de junio de 2012      | ISBN 978-4-575-84081-0 |
| 9       | 12 de septiembre de 2012 | ISBN 978-4-575-84127-5 |
| 10      | 12 de febrero de 2013    | ISBN 978-4-575-84194-7 |
| 11      | 12 de julio de 2013      | ISBN 978-4-575-84261-6 |
| 12      | 10 de febrero de 2014    | ISBN 978-4-575-84344-6 |
| 13      | 10 de junio de 2014      | ISBN 978-4-575-84425-2 |
| 14      | 9 de enero de 2015       | ISBN 978-4-575-84559-4 |
| 15      | 9 de mayo de 2015        | ISBN 978-4-575-84617-1 |
| 16      | 10 de octubre de 2015    | ISBN 978-4-575-84703-1 |
| 17      | 12 de abril de 2016      | ISBN 978-4-575-84782-6 |
| 18      | 12 de septiembre de 2016 | ISBN 978-4-575-84849-6 |
| 19      | 11 de marzo de 2017      | ISBN 978-4-575-84939-4 |
| 20      | 10 de noviembre de 2017  | ISBN 978-4-575-85056-7 |
| 21      | 12 de junio de 2018      | ISBN 978-4-575-85166-3 |
| 22      | 12 de noviembre de 2018  | ISBN 978-4-575-85228-8 |
| 23      | 10 de marzo de 2019      | ISBN 978-4-575-85290-5 |
| 24      | 22 de enero de 2020      | ISBN 978-4-575-85386-5 |
| 25      | 12 de mayo de 2020       | ISBN 978-4-575-85446-6 |
| 26      | 10 de diciembre de 2020  | ISBN 978-4-575-85522-7 |
| 27      | 10 de junio de 2021      | ISBN 978-4-575-85591-3 |
| 28      | 12 de febrero de 2022    | ISBN 978-4-575-85690-3 |
| 29      | 10 de agosto de 2022     | ISBN 978-4-575-85745-0 |
| 30      | 9 de febrero de 2023     | ISBN 978-4-575-85803-7 |
| 31      | 12 de julio de 2023      | ISBN 978-4-575-85862-4 |
| 32      | 8 de febrero de 2024     | ISBN 978-4-575-85935-5 |
| 33      | 8 de agosto de 2024      | ISBN 978-4-575-85994-2 |
| 34      | 13 de febrero de 2025    | ISBN 978-4-575-86055-9 |
| 35      | 11 de septiembre de 2025 | ISBN 978-4-575-86128-0 |

### Anime
Una adaptación animada fue anunciada por medio del volumen 18 del manga publicado el 12 de septiembre de 2016. Dirigida por Ryōichi Kuraya y producida por Zero-G, la serie de anime se estrenó por Animax, Tokyo MX y BS11 desde el 2 de abril hasta el 18 de junio de 2017 con un total de 12 episodios. Toei Video lanzó a la venta en Blu-ray y DVD todos los episodios distribuidos en seis volúmenes individuales, cada uno con dos episodios, entre el 14 de junio y el 8 de noviembre de 2017. Los episodios en el formato doméstico se caracterizan por ser más explícitos en las escenas de contenido erótico respecto a la versión distribuida para televisión y contar con otros materiales adicionales exclusivos.
Fuera de Japón, la serie fue difundida vía streaming en versión original subtitulada por Crunchyroll para los territorios de América del Norte, América Latina, y Europa en sus respectivos idiomas locales. Un doblaje al español latino realizado en Argentina para su distribución en el resto de Hispanoamérica, fue producido por Video Dub con Gastón Malacrida como director de diálogos, y estrenado en julio de 2019 a nivel panregional por el canal de televisión de pago BitMe.
El 6 de marzo de 2019, el sitio web del anime dio a conocer su continuación programada en 2020. Titulada como Tsugu Tsugumomo (継つぐもも?), fue presentada por AT-X y Tokyo MX desde el 5 de abril hasta el 21 de junio de 2020 con un total de 12 episodios. La dirección y producción continuaron a cargo de Ryōichi Kuraya y el estudio de animación Zero-G, respectivamente. Toei Video lanzó a la venta en Blu-ray y DVD todos los episodios distribuidos en cuatro volúmenes individuales, cada uno con tres episodios, entre el 10 de junio y el 9 de septiembre de 2020. Similar a la serie anterior, el contenido erótico de los episodios en el formato doméstico es más explícito que en su versión para televisión.

### OVA
Entre el 7 de marzo y 27 de abril de 2019, el sitio web del anime de Tsugumomo realizó una campaña de micromecenazgo cuya meta inicial fue reunir tres millones de yenes para financiar la realización de un OVA con escenas más subidas de tono y que duraría 10 minutos, pero días antes de su cierre se informó que se superó el segundo objetivo de seis millones de yenes para que el OVA dure aproximadamente 20 minutos. Animado por el estudio Zero-G y con dirección de Ryōichi Kuraya, fue lanzado junto el volumen 24 del manga publicado el 22 de enero de 2020.

### Banda sonora
La banda sonora de Tsugumomo fue compuesta por Yasuharu Takanashi. La primera compilación, titulada «TV Anime ‘Tsugumomo’ Original Soundtrack Album», fue lanzada por Pony Canyon el 5 de julio de 2017 y contiene 42 melodías introducidas en la primera temporada del anime. El segundo repertorio, «Tsugu Tsugumomo Original Soundtrack», apareció en el mercado como material de bonificación del primer Blu-ray de Tsugu Tsugumomo el 10 de junio de 2020 con un total de 15 temas musicales.